# Willemetia
Willemetia es un género de plantas con flores perteneciente a la familia Asteraceae. Es originario de Albania. 

## Taxonomía
El género fue descrito por Noël Martin Joseph de Necker y publicado en Willemetia Nouveau Genre de Plantes 1, en el año 1777-1778.
Etimología
Willemetia: nombre genérico otorgado en honor del botánico de Nancy; Pierre Remi Willemet (1735 - 1807)

## Especies
1. Willemetia apargioides Neck. ex Rchb., Fl. Germ. Excurs.: 269. 1831-1832
2. Willemetia hieracioides Neck., Willemetia: 2. 1777-1778
3. Willemetia prenanthoides (Scop.) Gren. & Godr., Fl. France 2: 315. 1850
4. Willemetia stipitata (Jacq.) Dalla Torre in Sonklar & al., Anleit. Wiss. Beob. Alpenreisen 2: 257. 1882
5. Willemetia tuberosa DC., Prodr. 7: 150. 1838